# 收复君士坦丁堡
收复君士坦丁堡发生于1261年，尼西亚帝国将领阿莱克修斯·斯特拉特格普洛斯率军攻入君士坦丁堡，占领拉丁帝国最后的据点，成功恢复拜占庭帝国并开启其最后一个王朝巴列奥略的统治。自君士坦丁堡1204年被第四次东征的十字军洗劫，至其最终为希腊世界收复，总历57年时间。
在结束了拉丁帝国对首都长达半个世纪的占领后，这座城市重新回到拜占庭手中，米海尔八世随即进行了一系列恢复人口与希腊传统的措施。重建的拜占庭帝国继续守卫这座城市近两个世纪，抵挡了其他入侵者的多次进攻，直到1453年被奥斯曼帝国苏丹穆罕莫德二世攻陷。

## 背景
公元1259年，尼西亚皇帝米海尔八世在佩拉戈尼亚战役中轻松击败伊庇鲁斯和亚该亚组成的反尼西亚同盟，随后兵锋直指君士坦丁堡，试图重建拜占庭帝国。残破的拉丁帝国此时财政短缺，且被切断了来自希腊拉丁国家，或其他拜占庭继承国的一切支援，唯有威尼斯强大的舰队得以依靠。1260年米海尔八世首次围攻君士坦丁堡，因为在佩拉戈尼亚被俘的一位拉丁骑士家就在城墙内，曾答应为皇帝的军队打开一扇大门，然而该尝试并未得逞。米海尔于是转而进攻金角湾对岸的加拉塔，但由于海军不敌威尼斯也没能成功。为了尽快实现自己的计划，米海尔于1261年3月和威尼斯的死敌热那亚共和国订立盟约，后者将向拜占庭提供足够的舰船以支持陆上围攻。1261年7月，尼西亚与拉丁皇帝鲍德温二世为期一年的休战即将结束，将军阿莱克修斯·斯特拉特格普洛斯奉命率领一支由800名士兵（其中大部分是库曼人）组成的先遣分队，监视保加利亚人之动向并侦察拉丁帝国的防御情况。  

## 攻占君堡
当尼西亚军队抵达君士坦丁堡以西约48公里的塞利姆布里亚（今锡利夫里）时，从当地的一些独立农（thelematarioi）口中得知，全部拉丁驻军以及威尼斯舰队都已离城前往袭击黑海的尼西亚岛屿达夫诺西亚（今凯夫肯岛）了。斯特拉特格普洛斯最初犹豫是否要利用这一机会，担心如果拉丁军队返回过早，他的小部队可能会被全歼，而且这个行动也超出了皇帝命令的权限，但最终他决定不浪费这个夺回城市的绝佳时机。 
1261年7月24至25日夜，斯特拉特戈普洛斯和他的部下悄悄接近狄奥多西城墙，并藏匿在泉源之门附近的一座修道院里。斯特拉特格普洛斯随后派遣一支由当地几个独立农带领的分遣队经由秘密通道进入了这座城市。他们从内部对城墙的突然袭击令守卫措手不及，城门被迅速打开，尼西亚军队涌入城中。拉丁人对此猝不及防，经过短暂的血战，尼西亚人控制了狄奥多西陆墙。这个消息很快传遍全城，皇帝鲍德温二世被紧急从睡梦中唤醒，和大批拉丁居民一起慌忙逃向金角湾的港口，希望乘船离开。与此同时，斯特拉特戈普洛斯的士兵放火焚烧了海岸沿线的威尼斯建筑和仓库，以阻止后者登陆。由于威尼斯舰队及时返回，许多拉丁人成功撤离到仍然为西方世界控制的希腊地区。此事件标志着拉丁人占领的结束，君士坦丁堡回到拜占庭手中。 

## 后果
君士坦丁堡的收复标志着拜占庭帝国复国，同年8月15日，圣母升天节当天，米海尔八世凯旋进入君士坦丁堡，并在圣索菲亚大教堂加冕为拜占庭皇帝。而名义上拉斯卡里斯王朝的共治皇帝，年仅10岁的约翰四世则在双目遭人致盲后被关入修道院。 